# Лакомб-Сен-Мишель, Жан-Пьер
Жан-Пьер Лако́мб-Сен-Мише́ль (фр. Jean-Pierre Lacombe-Saint-Michel; 5 марта 1753, Сен-Мишель-де-Вакс, современный департамент Тарн — 27 января 1812, там же) — французский военный и политик, депутат различных законодательных органов времён Французской революции, участник революционных и наполеоновских войн.

## Биография

### Ранняя жизнь
Жан-Пьер Лакомб-Сен-Мишель родился 5 марта 1753 года в Сен-Мишель-де-Ваксе, современный департамент Тарн в семье военных. 18 мая 1765 года поступил в Королевское артиллерийское училище, которое окончил в 1767 году, получив в июне того же года звание второго лейтенанта, а через месяц — первого лейтенанта. Проходил службу в Тульском артиллерийском полку. С 1779 года капитан. Принимал участие в шести военных кампаниях и осадах. В 1789 году его полк был направлен в Париж во время заседания Генеральных штатов. Однако сразу ставший горячим сторонником революционных изменений в стране Лакомб-Сен-Мишель заявил, что если власти попытаются использовать военную силу против граждан, то он откажется выполнять такой приказ, и это заставило маршала Брольи отозвать полк из Парижа.

### Депутат
В 1791 года Лакомб-Сен-Мишель был дважды избран депутатом Законодательного собрания: 28 августа — от департамента Тарн, а 2 сентября — от департамента Нор. В Законодательном собрании состоял в левой фракции и поддерживал все реформаторские инициативы. Был членом военного комитета, где выдвинул и реализовал ряд радикальных предложений: в том числе создал девять новых артиллерийских кавалерийских рот, включил колониальные войска в состав французских вооружённых сил, стал инициатором принятия закона о смертной казни для всякого офицера, сдавшего свою крепость врагу. Также выступил инициатором помещения в зал заседаний Законодательного собрания бюстов Руссо и Мирабо, высеченных из камней разрушенной Бастилии.
Был назначен командиром артиллерийского батальона и направлен 31 июля 1792 года в Суасон в качестве комиссара Законодательного собрания при Гаспарене и Руйе для того, чтобы объявить о свержении Людовика XVI, и для того, чтобы «успокоить души и примирить сердца». 3 сентября 1792 года был избран депутатом Конвента от департамента Тарн. Принимал участие в Суде над Людовиком XVI, где проголосовал за смертную казнь для свергнутого короля, против ратификации приговора народом и против отсрочки исполнения приговора.

### Полководец
5 февраля 1793 года Лакомб-Сен-Мишель был отправлен на Корсику, получив при этом неограниченные полномочия. Корсика в этот момент почти полностью находилась во власти сепаратистов под командованием Паскаля Паоли. Прибыв на остров, Лакомб высадился в одном из трёх сохранивших верность французскому правительству населённых пунктов — Кальви, после чего предпринял действия по созданию небольшой армии для усмирения повстанцев. Ему удалось собрать около 1200 человек из числа национальных гвардейцев, лёгкой пехоты, жандармов и матросов. С ними он предпринял несколько достаточно успешных вылазок против армии Паоли, при этом сам Лакомб-Сен-Мишель 15 ноября 1793 года был ранен в сражении при Фариноле. 17 ноября ему было присвоено звание бригадного генерала (по другим данным звание было присвоена 1 прериаля года, то есть 20 мая 1795). Однако, через некоторое время ситуация изменилась: на помощь корсиканцам пришли британцы, у которых освободились силы после окончания осады Тулона, направившие на остров военные корабли и около 12 000 человек. Началась длительная осада Кальви, а Бастия пала.
14 фримера II года по республиканскому календарю Лакомб-Сен-Мишель был отозван с Корсики в Париж, где предстал перед трибуналом по обвинению в сдаче крепости неприятелю. Согласно принятому за два года до этого по инициативе самого́ Лакомба закону, ему грозила смертная казнь, однако полководцу удалось доказать свою невиновность и он был оправдан.
1 мессидора II года Жан-Пьер Лакомб-Сен-Мишель был назначен на должность секретаря Конвента, после чего почти сразу отправился в действующую армию, сражавшуюся против антифранцузской коалиции в департаменте Нор. Под командованием Лакомба армии удалось достичь ряда успехов, о которых он доложил Комитету общественного спасения уже 13 мессидора. Лакомб оставался в армии вплоть до начала плювиоза III года, после чего вернулся в Париж.

### Политик
15 плювиоза вошёл в состав Комитета общественного спасения вместе с Мерленом и Фуркруа. 22 плювиоза настаивал на ратификации мирного договора с Тосканским герцогством. 7 жерминаля выступил за назначение генерала Бонапарта командующим артиллерией Западной армии, но его демарш остался без ответа.
22 вандемьера IV года был избран членом Совета старейшин от департамента Тарн, также получил большинство голосов в департаментах Нор и Орн. Во время заседаний Совета многократно выступал с трибуны, превознося «гений генерала Бонапарта». Так, в одной из произнесённых речей Лакомб говорил: «Слава тебе, Бонапарт! Я не знаю, под каким именем ты войдёшь в историю, но я, слабый человек, желал бы именовать тебя Италийским». 27 мессидора произнёс речь во славу участников взятия Бастилии. 18 фрюктидора выступил в поддержку Директории. 
1 брюмера VI года был избран председателем Совета старейшин. 26 нивоза высказался за выплату компенсаций родственникам казнённых жирондистов. 25 плювиоза  Директория присвоила Лакомбу-Сен-Мишелю звание дивизионного генерала. 26 прериаля был назначен послом в Неаполитанском королевстве, однако не смог построить успешной дипломатической карьеры: 22 вандемьера VII года произнесённая им республиканская речь вызвала неудовольствие неаполитанского короля, а вскоре после этого в Неаполь прибыл британский флот под командованием адмирала Нельсона, и Лакомб был вынужден покинуть Италию. Во время плавания судно, на котором находился Лакомб, было захвачено пиратами и отведено в Тунис, однако тунисский бей принял француза благожелательно и освободил его.

### Возвращение к полководческой деятельности
После возвращения во Францию Лакомб-Сен-Мишель получил назначение в Рейнскую армию в подчинение к Бараге д’Илье, а через год был направлен на обучение Резервной армии осадным действиям. В последующие годы участвовал в войнах в Италии под командованием маршала Массена и принца Эжена де Богарне в качестве командующего артиллерией. В 1805 году был ранен при форсировании реки Адидже. В дальнейшем участвовал в войнах в Ганновере, Померании и в Испании. В сентябре 1810 года вышел в отставку по состоянию здоровья и вернулся во Францию. Скончался в Сен-Мишель-де-Ваксе 27 января 1812 года. 

## Награды
Был награждён несколькими высшими наградами Франции:
- Орден Святого Людовика — до 1789
- член ордена Почётного легиона — с 19 фримера XII года[p]
- командор ордена Почётного легиона — с 18 июня 1804 года
- великий офицер ордена Почётного легиона — с 27 июля 1808 года

## Комментарии
1. ↑  фр. apaiser les esprits et réconcilier les cœurs.
2. ↑  4 декабря 1793 года.
3. ↑  19 июня 1794 года.
4. ↑  Конец января 1795 года.
5. ↑  3 февраля 1795 года.
6. ↑  27 марта 1795 года.
7. ↑  14 октября 1795 года.
8. ↑  фр. Gloire à toi, Bonaparte! J'ignore quel nom te donnera la postérité; mais moi, faible individu, je crois accomplir sou voeu en te nommant l'Italique ...
9. ↑  15 июля 1796 года.
10. ↑  4 сентября 1796 года.
11. ↑  22 октября 1797 года.
12. ↑  15 января 1798 года.
13. ↑  13 февраля 1798 года.
14. ↑  14 июня 1798 года.
15. ↑  13 октября 1798 года.
16. ↑  11 декабря 1803 года.